# Hans Pfann (Architekt)
Hans Pfann (* 20. August 1890 in Wien; † 16. August 1973 ebendort) war ein österreichischer Architekt.

## Leben
Hans Pfann besuchte von 1900 bis 1908 die K.K. Staatsrealschule Schottenbastei und studierte von 1908 bis 1913 an der Technischen Hochschule Wien bei Karl König, Max Fabiani und Max Ferstel. 1910 war er Privatschüler beim Maler Franz Zetsche.
Von 1913 bis 1915 war er Mitarbeiter im Architekturbüro August Kirstein. Von 1915 bis 1918 leistete er den Kriegsdienst als Oberleutnant-Ing. Adjutant des Geniestabsreferenten des 13. Korps (Asiago) in Kärnten und Südtirol.
1919 war er Privatschüler beim Maler und Radierer Armin Horovitz. Im Jahr 1919 war er Assistent bei Siegfried Theiss an der Technischen Hochschule Wien, von 1919 bis 1921 Mitarbeiter bei August Kirstein, von 1921 bis 1923 bei Siegfried Theiss, 1922 bis 1927 bei seinem Schwiegervater Friedrich Ohmann, und 1923 bis 1927 Mitarbeiter und Leiter des Architekturbüros Fohm.
Mit 1924 war er freischaffender Architekt und erhielt 1930 die Befugnis zum Ziviltechniker.
1924 promovierte Pfann zum Doktor der technischen Wissenschaften mit einer Arbeit über das Schloss Pöckstein in Kärnten, 1934 wurde er Privatdozent für Baukunst, Raumkunst, Gartenkunst und Gartengeschichte an der Technischen Hochschule Wien und ebendort 1942 ordentlicher Professor am Institut für Kunsthandwerk für Innenraumgestaltung, Gartenkunst und Baukunst.
Seine praktische Tätigkeit erfolgte 1925 bis 1936 in einer Arbeitsgemeinschaft mit Erwin Ilz und von 1936 bis 1944 mit Richard Weisse, ab 1945 arbeitete er als selbständiger Architekt. Er wurde von 1950 bis 1956 Gastprofessor an der Hochschule für Bodenkultur Wien mit einem Lehrauftrag für Gartenkunst und wurde 1953 ordentlicher Professor an der Technischen Universität Wien, wo er 1961 emeritierte.
1922 heiratete Pfann die Tochter von Friedrich Ohmann, in dessen Architekturbüro er freiberuflich, als Mitarbeiter und als Leiter tätig war. Seine Frau Wilhelmine Pfann errichtete später die Pfann-Ohmann Stiftung, welche ab 1993 jährlich Preise für die besten studentischen zeichnerischen Leistungen an der Technischen Universität Wien vergeben hat.

## Auszeichnungen
- 1930 Goldener Lorbeer durch das Wiener Künstlerhaus
- 1932/1936 (?) gemeinsam mit Erwin Ilz: Anerkennungspreis XI. Olympiade, Olympische Sommerspiele 1936/Kunstwettbewerbe, Berlin, mit dem Projekt Ausgestaltung der Donauinsel bei Langenzersdorf mit einer Sportanlage mit Sportsiedlung
- 1939 Grand Prix Lüttich
- 1971 Ehrenkreuz für Wissenschaft und Kunst

## Mitgliedschaften
- 1919 Zentralvereinigung der Architekten Österreichs
- 1930 Ingenieurkammer für Wien, Niederösterreich und Burgenland
- 1930 Österreichische Gartenbau-Gesellschaft
- 1930 Genossenschaft der bildenden Künstler Wiens
- 1965 Österreichische Gesellschaft für Architektur

## Realisierungen
- 1926–1929: mit Erwin Ilz: Volksheilstätte Hochegg/Grimmenstein, Landespavillon, Schwedenpavillon, Kinderpavillon, Ortskapelle Hochegg
- 1938: mit Richard Weisse: Umbau Wiener Musikverein
- 1951–1953: Stift Heiligenkreuz, Wideggzimmer, Mayerlingzimmer, Stiftsgasthof
- 1969–1970: Stift Heiligenkreuz, Bernardikapelle
- 1971–1973: Stift Heiligenkreuz, Gitterwand in der Stiftskirche, Festsaal, Prälatur und Herrenhaus, Bibliothekstrakt, Milchwirtschaftshof, Pfarrsaal, Stiftsweingut Thallern

## Publikationen
- Das Gewächshaus in alter und neuer Zeit. Seine Beziehung zur Technik, zur Architektur und zum Garten. In: Zeitschrift des Österreichischen Ingenieur- und Architekten-Vereines. Heft 27/28 und 29/30, 1935.